# Jakuen
 (janvier 2021).
Jìyuán (寂円, 1207 - 8 octobre 1299), mieux connu par les érudits bouddhistes sous son nom japonais de Jakuen, est un moine chinois zen, disciple de Rujing et de Dôgen. L'essentiel de sa vie nous est connu seulement par l'hagiographie médiévale, les légendes et les écrits des sectes. 

## Biographie
Il est généralement admis que lors de séjour sur le mont Tiantong, il se lie d'amitié avec Dôgen, lui-même étudiant auprès de Rujing. 

### Au Japon, disciple de Dôgen
Après la mort de Rujing en 1228, Jakuen immigre au Japon pour rejoindre l'école sōtō naissante de son ami, et il reçoit la transmission du dharma de Koun Ejō.
Jakuen survit à Dōgen (décédé en 1253), et se trouve mêlé au sandai sōron, un différend sur l'orthodoxie et la succession de la nouvelle école. En 1261, il quitte le temple de Eihei-ji, laissant les autres moines trouver une solution à leurs luttes de pouvoir, mais il aurait emmené avec lui de nombreux trésors du Eihei-ji que Dōgen lui avait confiés.

### Fondation d'un temple
Il arrive sur une montagne éloignée, près de Fukui, et devient connu parmi les habitants pour sa pratique de la méditation et son ascèse. Sa pratique, sur un flanc de montagne et sans le soutien d'une communauté monastique, impressionne. Selon la légende médiévale, il gagne à cette époque l'amitié d'une vache et d'un chien qui le suivent en ville pendant ses tournées d'aumône. Le rocher sur lequel il s'assied pour méditer devient un point de repère local. Finalement, il construit le monastère de Hōkyō-ji (宝慶寺), dans le style de la région du Tiāntóng où Rujing avait son temple (chinois: 天 童山; japonais: Tendouzan / aujourd'hui dans le District de Yinzhou (Ningbo)). Ce temple possède  aujourd'hui les plus anciens trésors de Eihei-ji qui nous sont parvenus, et il sert de centre de formation pour les bouddhistes zen sōtō japonais et internationaux.

## Lignée
Dans le Japon médiéval, la communauté monastique de Jakuen se divise en deux lignées distinctes, l'une au Hōkyō-ji et l'autre au Eihei-ji, ce qui a pour conséquence une partie de la corruption qui s'y[Où ?] développe.
Aujourd'hui, il existe des communautés de moines en Chine et au Japon qui se réclament de Jakuen. Son disciple, Giun, devient abbé du Eihei-ji. Au Japon, on trouve à Tokyo un temple qui s'appelle Jakuen-ji. Le Hōkyō-ji est officiellement en lien avec la lignée officielle sōtō de Keizan, mais officieusement il considère Jakuen comme son patriarche.